# Chrysosoma crinitus
Chrysosoma crinitus är en tvåvingeart som först beskrevs av Aldrich 1904.  Chrysosoma crinitus ingår i släktet Chrysosoma och familjen styltflugor. Inga underarter finns listade i Catalogue of Life.